# せかいのおわり
せかいのおわり（英語: World's end girl friend）は2005年の日本映画。
風間志織監督の劇場長編作。彼氏に追い出された女の子と盆栽屋のナンパな店員とゲイの店長を中心とする淡々とした日常と幸福感と絶望感という感情の変動を描いた青春映画。

## スタッフ
- 監督:風間志織
- 製作:伊藤直克
- 脚本:及川章太郎
- 撮影:石井勲
- 音楽:岸野雄一
- 製作:寿々福堂、マックス・エー、ビターズ・エンド、ポニーキャニオン

## キャスト
- はる子：中村麻美
- 慎之介：渋川清彦
- 三沢（苔moss店長）：長塚圭史
- 中本：田辺誠一
- 恵利香：安藤希
- 美容院店長：小日向文世
- 美紀：土屋久美子
- 中本の妻：つみきみほ
- 金くん：小林且弥
- ヒロムちゃん：高木ブー
- 奥さん：久野真紀子
- はる子の姉：長宗我部陽子
- 里美：芦名星